# Porte du curé
La porte gothique du curé est l'une des deux entrées préservées de la ville médiévale fortifiée de Žatec en Tchéquie, qui fait partie du patrimoine mondial de l'UNESCO. Les portes et les forts faisaient partie d'un massif système de fortifications médiévales construit entre les XIIIe et XVIe siècles grâce auquel Žatec est devenue l'une des villes tchèques les mieux fortifiées. Au XIXe siècle, les murs empêchèrent le développement de la ville et furent donc progressivement démolis. Des quatre portes de la ville, seules deux ont survécu : celle ci et la porte de Libocan.

## Histoire
Le nom de la porte est lié à la proximité de trois bâtiments religieux : un presbytère qui, au Moyen Âge, se trouvait dans son voisinage immédiat, comme en témoigne la veduta de Jan Willenberg de 1602 ; la proximité de l'église paroissiale de l'Assomption de la Vierge Marie ; et enfin, dans la zone de l'actuelle place Žižkov, le monastère des Frères mineurs existait jusqu'au début des guerres hussites. Dans une seule source, la porte est appelée autrement que Kněžská. Dans un document des années 1352-1360, le conseil municipal charge Květ Svěston de réparer, entre autres travaux, la route d'accès à la Porte de la Vierge Marie. En raison du voisinage de l'église portant la même dédicace, il s'agit sans aucun doute de la porte du curé.

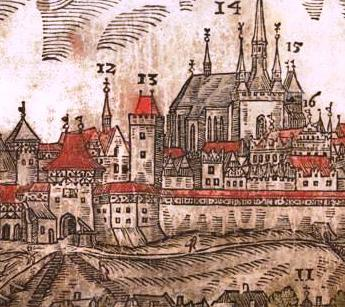
La porte du curé vue de Willenberg. À gauche se trouve le presbytère au numéro 12, devant lui se trouve une barbacane.

La porte du curé a probablement été construite vers 1360, comme l'indique la datation dendrochronologique de la poutre en chêne servant à la fixation du portail, abattue au tournant de 1358-1359. La hauteur totale de la tour est de 17,5 mètres. En raison de la situation du terrain et de la position dans le système de murs d'origine, la tour a un plan irrégulier. On accédait au premier étage de la porte du côté de la ville par un escalier en pierre. Jusqu'au XXe siècle, le toit en croupe préservait un couloir ouvert. Peut-être qu'au XVIIIe siècle, alors que la fortification avait déjà perdu sa fonction, la muraille reliée à la porte du côté sud fut démolie et un bâtiment résidentiel construit à sa place. Avant le milieu du XIXe siècle, la fortification fut démolie et la route actuelle fut créée. L'ancienne Barbacane a été démolie en 1837.

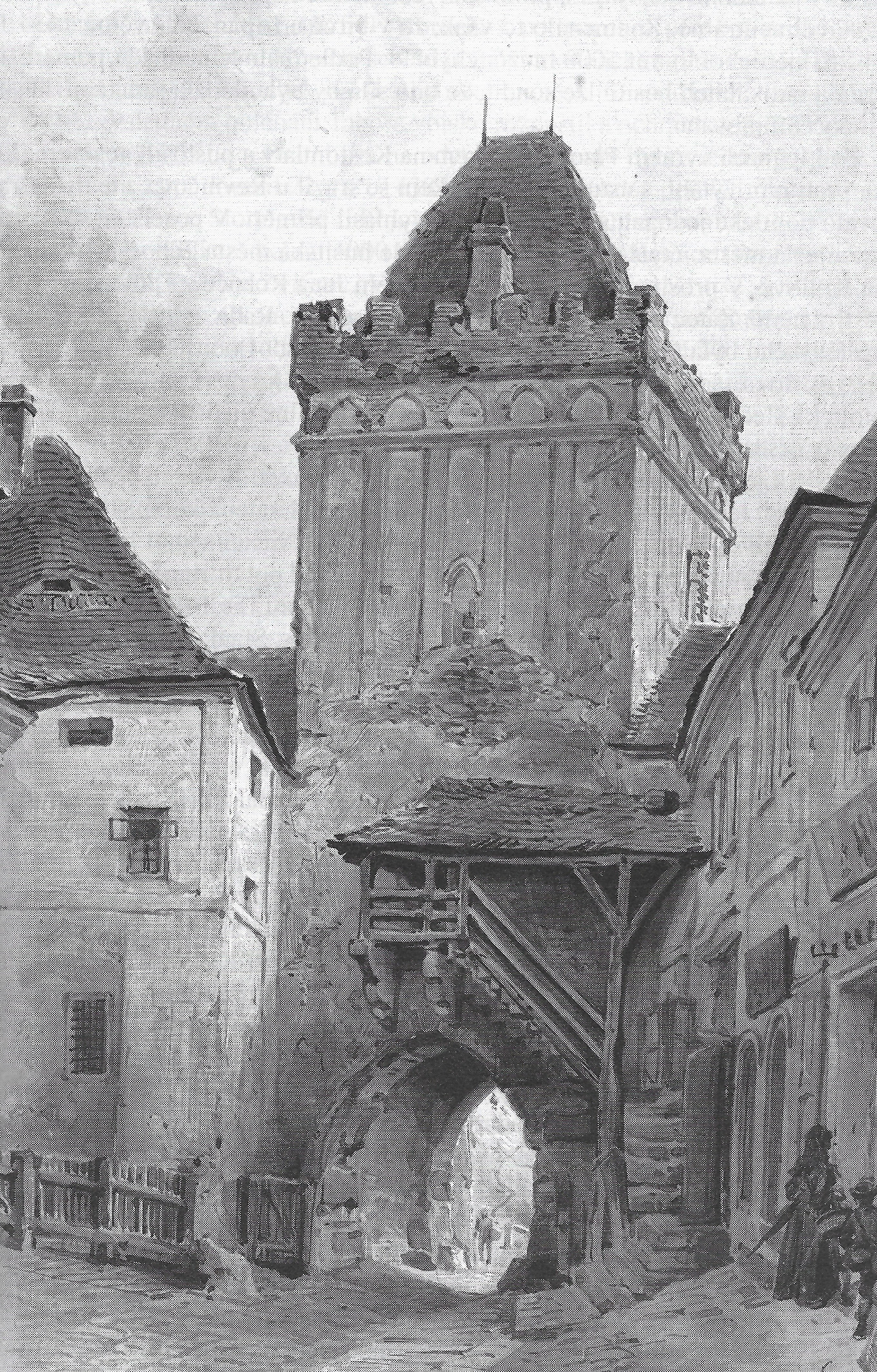
La porte du curé au milieu du XIXe siècle

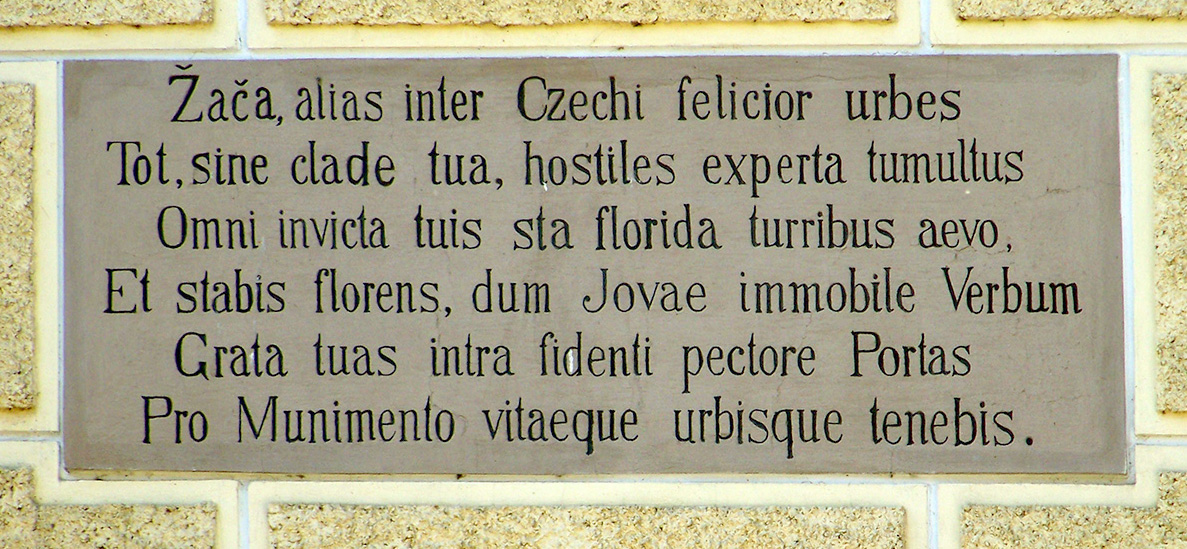
Panneau